# Jerzy Jackiewicz
Jerzy Jackiewicz (ur. 4 grudnia 1948) – polski chodziarz, medalista mistrzostw Polski.

## Kariera sportowa
W czasie kariery juniorskiej zdobył brązowy medale w chodzie na dystansach 10 km (1967). W 1968 zdobył złoty medal mistrzostwach Polski juniorów w chodzie na 20 km.
W 1972 roku zajął 2. miejsce na mistrzostwach Polski seniorów w chodzie na 20 km na zawodach rozegranych w Warszawie. W tym samym roku zdobył także srebrny medal na dystansie 50 km w Gdańsku.
Reprezentował Polskę na arenie międzynarodowej: w lekkoatletycznych meczach międzypaństwowych Polska–Bułgaria oraz Polska–NRD–Czechosłowacja–Szwecja–Rumunia–Włochy–ZSRR (1971).
W czasie swojej kariery należał do klubów: Konradia Gdańsk i Spójnia Gdańsk.

## Życie prywatne
Ukończył Technikum Komunikacyjne w Gdańsku.

## Osiągnięcia

### Seniorzy – krajowe
| Rok  | Impreza                     | Miejsce  | Konkurencja   | Pozycja    | Wynik     |
| ---- | --------------------------- | -------- | ------------- | ---------- | --------- |
| 1972 | Mistrzostwa Polski seniorów | Gdańsk   | chód na 50 km | 2. miejsce | 4:31:05,8 |
| 1972 | Mistrzostwa Polski seniorów | Warszawa | chód na 20 km | 2. miejsce | 1:34:38,0 |

### Juniorzy – krajowe
| Rok  | Impreza                     | Miejsce  | Konkurencja   | Pozycja    | Wynik   |
| ---- | --------------------------- | -------- | ------------- | ---------- | ------- |
| 1967 | Mistrzostwa Polski juniorów | Olsztyn  | chód na 10 km | 3. miejsce | 50:39,4 |
| 1968 | Mistrzostwa Polski juniorów | Warszawa | chód na 20 km | 1. miejsce | 1:46,18 |